# Lee Jong-seop
Lee Jong-seop (sinh ngày 30 tháng 10 năm 1935) là một vận động viên cử tạ người Hàn Quốc. Ông đã thi đấu tại Thế vận hội Mùa hè 1960, Thế vận hội Mùa hè 1964 và Thế vận hội Mùa hè 1968.